# Giuseppe Baldini
Giuseppe Baldini, detto "Pinella" (Russi, 11 marzo 1922 – Genova, 25 novembre 2009), è stato un calciatore e allenatore di calcio italiano, di ruolo attaccante.
È noto soprattutto per aver fatto parte, nella Sampdoria degli anni quaranta, dell'"attacco atomico", il nome dato al tandem offensivo che Baldini formò con il compagno Adriano Bassetto.

## Carriera
Nel 1939, dopo due anni trascorsi nel Pontedera, fu acquistato dalla Fiorentina, con la quale fece il suo esordio in Serie A all'età di 17 anni; proprio con i viola vinse l'unico trofeo della sua carriera, la Coppa Italia (dove segnò cinque gol), ottenuta grazie al successo per 1-0 contro il Genoa. Nonostante la guerra, i campionati di calcio proseguirono, e Baldini continuò a giocare nella squadra viola, finché, nel 1942, passò all'Ambrosiana, dove militò per due sole stagioni. Poi, Baldini perse un anno di carriera nella stagione 1944/1945, visto che il campionato di calcio non venne disputato a causa della tragica situazione vissuta dall'Italia nell'ultimo anno di guerra.
Al termine del conflitto, iniziarono nuovamente le attività sportive, e Baldini fu ingaggiato, nel 1946, dall'Andrea Doria che, l'anno successivo, si fuse con la Sampierdarenese, dando vita alla Sampdoria. Fu proprio con la neonata società blucerchiata che Baldini raggiunse l'apice della sua carriera da calciatore, contribuendo ai buoni risultati della Samp alla fine degli anni quaranta.

Giuseppe Baldini con la divisa della Fiorentina.

Nelle prime due stagioni, 1946/1947 e 1947/1948, Baldini s'impose come uno dei principali talenti della squadra genovese, diventando, insieme al compagno Bassetto, l'artefice del 10º e del 14º posto dei primi due anni. Ma è nella stagione 1948/1949 che Baldini raggiunse il successo, portando la Sampdoria, con le sue 15 realizzazioni (senza dimenticare le 18 di Bassetto), al quinto posto finale, un risultato inaspettato che portò la giovanissima società genovese alla ribalta nazionale. Al tandem offensivo che Baldini formò con Bassetto fu dato il nome di "attacco atomico", il cui successo è stato superato, nell'ambito della società blucerchiata, solo dai "gemelli del gol" Vialli e Mancini.
Le sue ottime prestazioni valsero la prima convocazione in Nazionale, nella quale esordì, da titolare,
il 27 febbraio 1949 contro il Portogallo: il match, disputato di fronte ai 60.000 del Luigi Ferraris, terminò con il risultato di 4-1.
Nel periodo successivo la Sampdoria non riuscì a confermare il quinto posto del 1949, forse per l'eccessivo galvanizzamento dell'ambiente. A farne le spese fu anche Baldini, che nel 1950 lasciò la Sampdoria per approdare all'altra squadra genovese, il Genoa, che l'anno precedente si era piazzato davanti alla Samp, ma proprio in quella stagione finì ultimo. La stagione successiva passò al Como, dove rimase per due anni, prima di tornare nuovamente alla Samp. In questo biennio, lasciò il segno nella prestigiosa vittoria per 5-1 con la Juventus del 30 gennaio 1955. Tornò poi sulle sponde del Lario, dove concluse la carriera nel 1961, all'età di 39 anni.
In carriera ha totalizzato complessivamente 347 presenze e 112 reti in Serie A (occupa attualmente il 52º posto nella graduatoria all-time dei marcatori) e 111 presenze e 38 reti in Serie B. Con 73 reti con la maglia della Sampdoria, è tuttora il quinto marcatore blucerchiato in campionato (quarto in Serie A) alle spalle di Mancini, Vialli, Flachi e Bassetto.
Muore all'Ospedale Galliera di Genova il 25 novembre 2009 all'età di 87 anni, proprio due giorni prima dello svolgimento della 101ª edizione del Derby della Lanterna di cui è stato uno dei massimi protagonisti, con 6 reti all'attivo, di cui una con l'Andrea Doria, 4 con la Sampdoria (fra cui il primo gol del primo derby fra Samp e Genoa) e una col Genoa.

## Curiosità
Nel 1948 compare, insieme ad altri calciatori, nel film 11 uomini e un pallone, diretto da Giorgio Simonelli, nella parte di se stesso.

## Statistiche

### Presenze e reti nei club
| Stagione          | Squadra           | Campionato        | Campionato | Campionato |
| Stagione          | Squadra           | Comp              | Pres       | Reti       |
| ----------------- | ----------------- | ----------------- | ---------- | ---------- |
| 1939-1940         | Fiorentina        | A                 | 5          | 1          |
| 1940-1941         | Fiorentina        | A                 | 27         | 5          |
| 1941-1942         | Fiorentina        | A                 | 19         | 2          |
| Totale Fiorentina | Totale Fiorentina | Totale Fiorentina | 51         | 8          |
| 1942-1943         | Ambrosiana-Inter  | A                 | 25         | 6          |
| 1944              | Faenza            | A-I               | 10         | 8          |
| 1945-1946         | Andrea Doria      | DN                | 23         | 13         |
| 1946-1947         | Sampdoria         | A                 | 37         | 18         |
| 1947-1948         | Sampdoria         | A                 | 35         | 15         |
| 1948-1949         | Sampdoria         | A                 | 36         | 15         |
| 1949-1950         | Sampdoria         | A                 | 21         | 7          |
| 1950-1951         | Genoa             | A                 | 31         | 6          |
| 1951-1952         | Como              | A                 | 28         | 13         |
| 1952-1953         | Como              | A                 | 26         | 6          |
| 1953-1954         | Sampdoria         | A                 | 29         | 8          |
| 1954-1955         | Sampdoria         | A                 | 28         | 10         |
| Totale Sampdoria  | Totale Sampdoria  | Totale Sampdoria  | 186        | 73         |
| 1955-1956         | Como              | B                 | 34         | 7          |
| 1956-1957         | Como              | B                 | 30         | 10         |
| 1957-1958         | Como              | B                 | 15         | 7          |
| 1958-1959         | Como              | B                 | 22         | 11         |
| 1959-1960         | Como              | B                 | 10         | 3          |
| Totale Como       | Totale Como       | Totale Como       | 165        | 57         |
| Totale carriera   | Totale carriera   | Totale carriera   | 491        | 171        |

### Cronologia presenze e reti in nazionale
| Cronologia completa delle presenze e delle reti in nazionale ― Italia | Cronologia completa delle presenze e delle reti in nazionale ― Italia | Cronologia completa delle presenze e delle reti in nazionale ― Italia | Cronologia completa delle presenze e delle reti in nazionale ― Italia | Cronologia completa delle presenze e delle reti in nazionale ― Italia | Cronologia completa delle presenze e delle reti in nazionale ― Italia | Cronologia completa delle presenze e delle reti in nazionale ― Italia | Cronologia completa delle presenze e delle reti in nazionale ― Italia |
| Data                                                                  | Città                                                                 | In casa                                                               | Risultato                                                             | Ospiti                                                                | Competizione                                                          | Reti                                                                  | Note                                                                  |
| --------------------------------------------------------------------- | --------------------------------------------------------------------- | --------------------------------------------------------------------- | --------------------------------------------------------------------- | --------------------------------------------------------------------- | --------------------------------------------------------------------- | --------------------------------------------------------------------- | --------------------------------------------------------------------- |
| 27-2-1949                                                             | Genova                                                                | Italia                                                                | 4 – 1                                                                 | Portogallo                                                            | Amichevole                                                            | -                                                                     |                                                                       |
| Totale                                                                |                                                                       | Presenze                                                              | 1                                                                     |                                                                       | Reti                                                                  | 0                                                                     |                                                                       |

## Palmarès
- Coppa Italia: 1

Fiorentina: 1939-1940